# Каленковицька сільська рада
Каленковицька сільська́ ра́да (біл. Каленкавіцкі сельсавет) — колишня адміністративно-територіальна одиниця у складі Кам'янецького району Берестейської області Білорусі. Адміністративним центром сільської ради було село Каленковичі. Каленковицька сільська рада характеризувалася порівняно з іншими значним відсотком населення, яке за даними перепису населення Білорусі 2009 року ідентифікувало себе українцями — 14,90 %.

## Історія
У 2011 році рішенням Берестейської обласної Ради депутатів № 114 від 23 червня 2011 року була ліквідована Каленковицька сільська рада, а її населені пункти були передані в підпорядкування Верховицької сільської ради.

## Склад ради
Населені пункти, що підпорядковувалися сільській раді:
| Населений пункт | Тип  | Населення, осіб (2009) |
| --------------- | ---- | ---------------------- |
| Бобинка         | село | 26                     |
| Вовкоставець    | село | 33                     |
| Дубравці        | село | 52                     |
| Каленковичі     | село | 464                    |
| Омеленець       | село | 321                    |
| Подбур'я        | село | 84                     |
| Радевичі        | село | 109                    |
| Сипурка         | село | 24                     |
| Ювсичі          | село | 88                     |

## Населення
За переписом населення Білорусі 2009 року чисельність населення сільської ради становила 1201 особа.

### Національність
Розподіл населення за рідною національністю за даними перепису 2009 року:
| Національність            | Осіб | Відсоток |
| ------------------------- | ---- | -------- |
| білоруси                  | 948  | 78,93 %  |
| українці                  | 179  | 14,90 %  |
| росіяни                   | 49   | 4,08 %   |
| азербайджанці             | 12   | 1,00 %   |
| поляки                    | 4    | 0,33 %   |
| кумики                    | 4    | 0,33 %   |
| молдовани                 | 2    | 0,17 %   |
| німці                     | 2    | 0,17 %   |
| національність не вказана | 1    | 0,08 %   |
| Разом                     | 1201 | 100 %    |